# Ferdinand Coppenrath

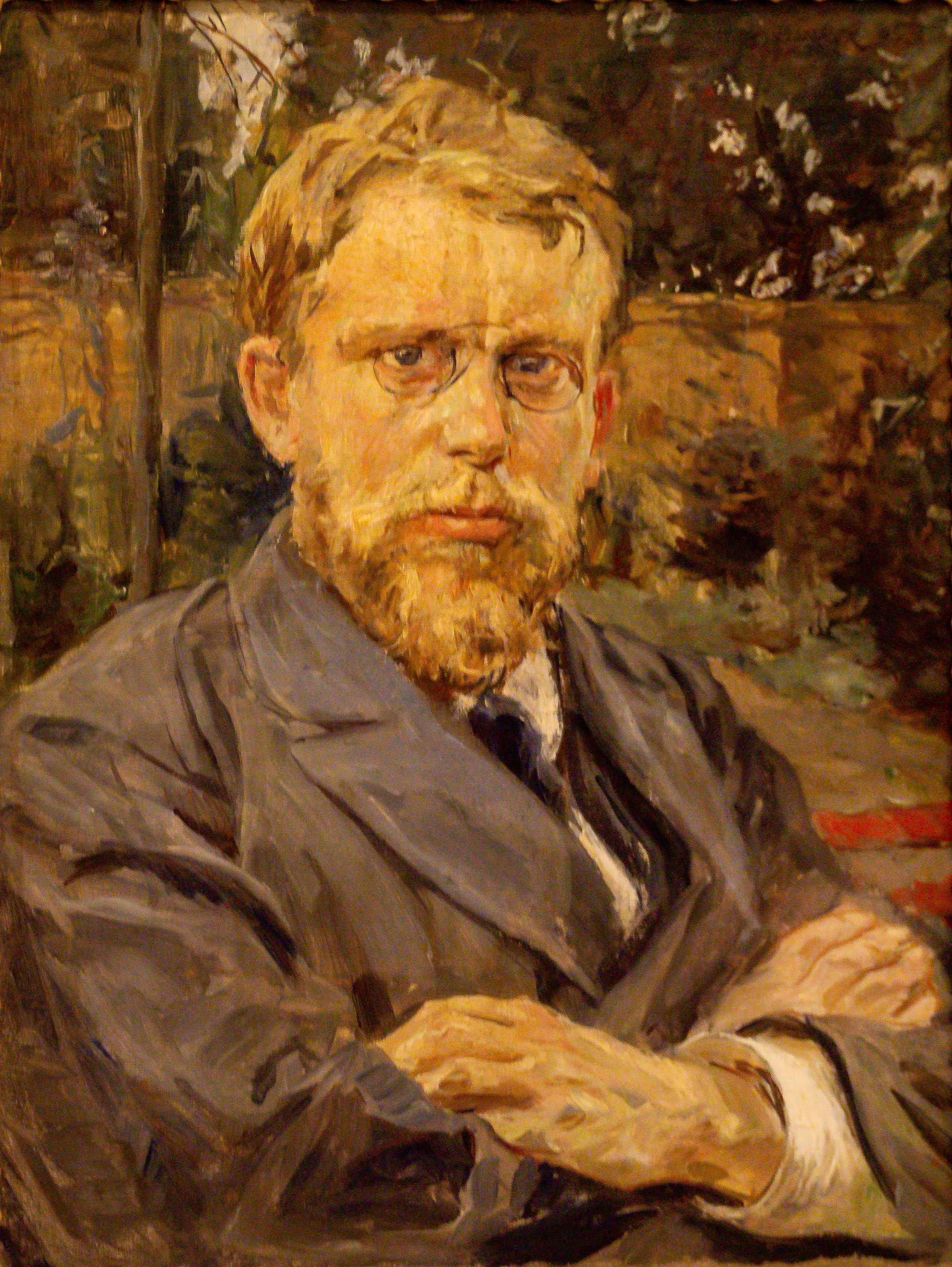
Ferdinand Coppenrath, 1895 gemalt von Bernhard Pankok

Ferdinand Florenz Coppenrath (* 28. April 1867 in Münster, Provinz Westfalen; † 21. März 1951 in Baierbrunn, Landkreis Wolfratshausen, Bayern) war ein deutscher Landschaftsmaler und Grafiker.

## Leben

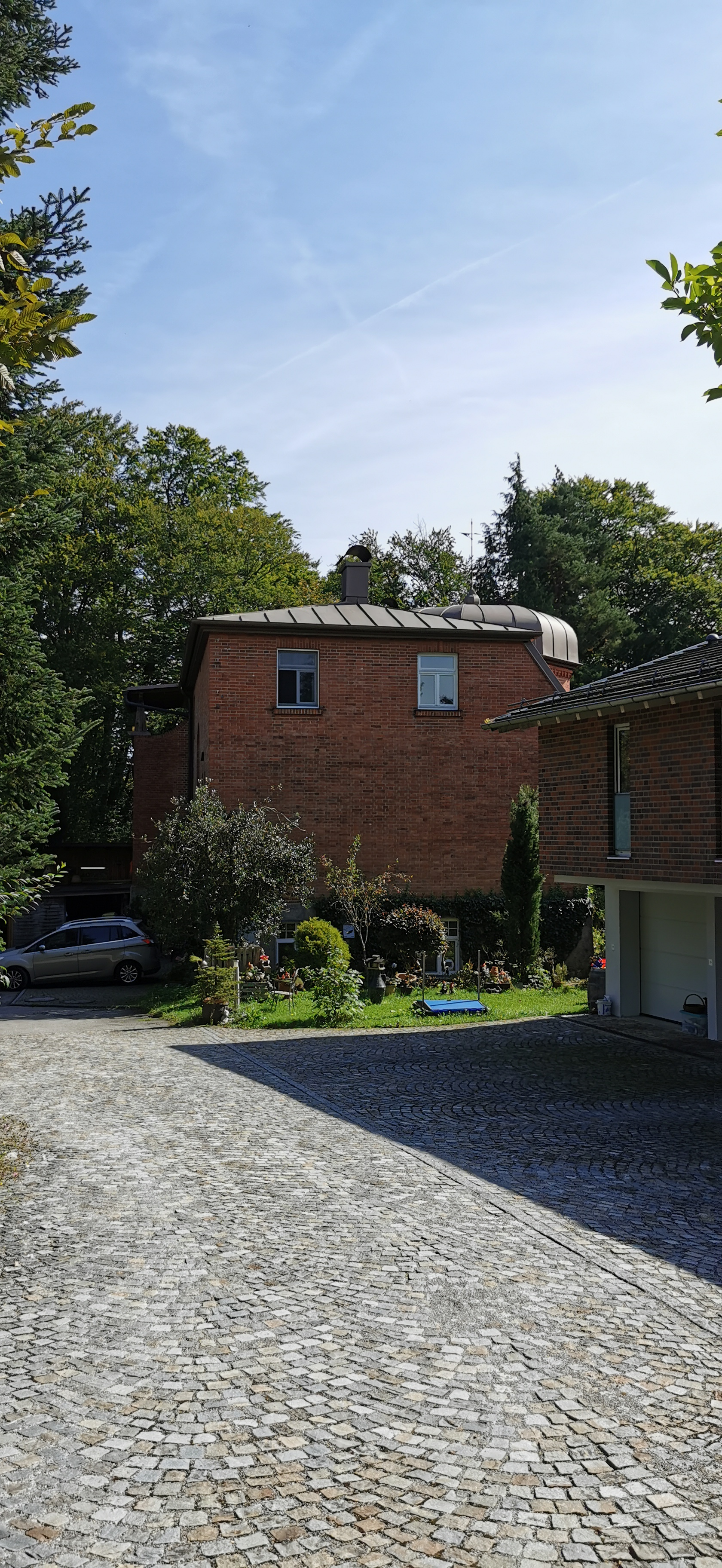
Villa in Baierbrunn

Ferdinand Coppenrath wuchs als ältester Sohn des Münsteraner Buchhändlers Joseph August Coppenrath (1827–1892) und dessen Ehefrau Aline, geborene Mühlenbein, in einem begüterten Haushalt auf. Als Autodidakt erlernte er die Malerei. Er heiratete Maria Schmidt, die zwei Söhne gebar, Gilbert (* 1902) und Ferdinand (* 1905). Als Kunstmaler lebte er in München, später in Baierbrunn, wo er eine 1906 erbaute Jugendstil-Villa an der Hermann-Roth-Straße 22 besaß, die heute unter Denkmalschutz steht. 1929 veröffentlichte er eine Geschichte der Familie Cobbenrod-Coppenrath.
Coppenrath war seit 1893 befreundet mit dem ebenfalls aus Münster stammenden Maler Bernhard Pankok, der ihn mehrfach porträtierte und der am 1. April 1901 in München seine Schwester Antonette „Toni“ Maria Aloysia Coppenrath (1870–1920) heiratete.

## Schrift
- Geschichte der Familie Cobbenrod-Coppenrath. F. Coppenrath, München 1929 (PDF).